# Menella filiformis
Menella filiformis är en korallart som först beskrevs av Kükenthal 1908.  Menella filiformis ingår i släktet Menella och familjen Plexauridae. Inga underarter finns listade i Catalogue of Life.